# Pomeni imen asteroidov: 55001–56000
Pregled pomenov imen asteroidov (malih planetov) od številke 55001 do 56000, ki jim je Središče za male planete dodelilo številko in so pozneje dobili tudi uradno ime  v skladu z dogovorjenim načinom imenovanja. Pregled je preverjen z Schmadelovim “Slovarjem imen malih planetov” (“Dictionary of Minor Planet Names”). 
Pregled pojasnjuje izvor oziroma pomen imen asteroidov, ki ga je priznala Mednarodna astronomska zveza (IAU). Nekateri asteroidi imajo imajo dodatno pojasnilo o izvoru imena, ki pa vedno ni popolnoma zanesljivo (oznaka “†” ali “‡“). 
| Ime                 | Začasna oznaka | Izvor imena |
| 55001–55100         | 55001–55100    | 55001–55100 |
| ------------------- | -------------- | --- |
| 55082 Xlendi        | 2001 QJ110     | vas Xlendi na otoku Gozo, Malta † |
| 55101–55200         |                | |
| 55108 Beamueller    | 2001 QU142     | Beatrice E. A. Mueller, ameriški astronom † |
| 55112 Mariangela    | 2001 QQ153     | Maria Angels Gassol i Avante, žena odkritelja † |
| 55196 Marchini      | 2001 RM16      | Alessandro Marchini, italijanski računalniški strokovnjak, popularizator astronomije in predstojnik Astronomskega observatorija Torre Luciana (Osservatorio Astronomico di Torre Luciana) na Univerzi Siena †         |
| 55201–55300         |                | |
| 55221 Nancynoblitt  | 2001 RM63      | Nancy Noblitt, prijatelj in podpornik Observatorija Rose-Hulman Oakley (kraj odkritja) † |
| 55276 Kenlarner     | 2001 SK10      | Ken Larner, ameriški raziskovalni geofizik † |
| 55301–55400         |                | |
| 55331 Putzi         | 2001 SY115     | Antonie ("Putzi") T. Schwartz, ameriška mati in umetnica ter zdravstvena delavka splošne prakse † |
| 55401–55500         |                | |
| 55428 Cappellaro    | 2001 TN47      | Enrico Cappellaro, italijanski glavni astronom na Nacionalnem inštitutu za astrofiziko (Istituto Nazionale di Astrofisica) in predstojnik Astronomskega observatorija v Padovi (Osservatorio Astronomico di Padova) † |
| 55477 Soroban       | 2001 UC1       | Soroban, japonski abak † ‡ |
| 55501–55600         |                | |
| 55543 Nemeghaire    | 2001 XN16      | Jean Nemeghaire, belgijski sodelavec na Kraljevem meteorološkem inštitutu Belgije, odkriteljev učitelj fizike † |
| 55555 DNA           | 2001 YR2       | DNA, deoksiribonukleinska kislina † |
| 55561 Madenberg     | 2002 AF9       | Janet A. Stevens, rojena Madenberg, ameriška ljubiteljska astronomka † |
| 55576 Amycus        | 2002 GB10      | kentaver Amik, sin Ofiona, ki je prisostvoval poroki Piritusa, boril se je proti Lapitu, ubil ga je Pelat iz Pele †                                                                                                   |
| 55601–55700         |                | |
| 55676 Klythios      | 3034 T-1       | Klitij (Clytius), eden izmed starešin iz Troje † |
| 55678 Lampos        | 3291 T-1       | Lampos ali Lampus, sin Laomedona, eden izmed starešin v Troji, oče Dolopsa † |
| 55701–55800         |                | |
| 55701 Ukalegon      | 1193 T-3       | Ucalegon, eden izmed starešin iz Troje, njegovo hišo so požgali Aheanci med plenjenjem mesta † |
| 55702 Thymoitos     | 1302 T-3       | Timoet (Thymoitos), sin Laomedona, enega izmed starešin v Troji, prvi, ki je vzpodbujal, da bi v mesto pripeljali lesenega konja †                                                                                    |
| 55733 Lepsius       | 1986 WS2       | Karl Richard Lepsius (1810 – 1994), nemški egiptolog † |
| 55735 Magdeburg     | 1987 QV        | mesto Magdeburg, dežela Saška - Anhalt, Nemčija † |
| 55749 Eulenspiegel  | 1991 AT2       | Till Eulenspiegel, po ustnem pripovedovanju je to oseba iz 14. stoletja v srednji nizki nemščini † |
| 55753 Raman         | 1991 RF5       | Chandrasekhara Venkata Raman (1888 – 1970), indijski fizik † |
| 55755 Blythe        | 1991 TB15      | Blythe Andra Lowe, kanadska geologinja in odkriteljeva žena † |
| 55759 Erdmannsdorff | 1991 XJ1       | Friedrich Wilhelm Freiherr von Erdmannsdorff, nemški athitekt † |
| 55772 Loder         | 1992 YB5       | Justus Christian Loder, nemški anatom † |
| 55801–55900         |                | |
| 55815 Melindakim    | 1994 YU2       | Melinda Kim Dowling, rojena Steel, odkriteljeva mlajša sestra † |
| 55844 Bičák         | 1996 RN2       | Jirí Bicák, češki profesor teoretske fizike na karlovi univerzi v Pragi † |
| 55873 Shiomidake    | 1997 UP7       | gora Šiomidake v severnem delu prefekture Šizouka, Japonska † |
| 55874 Brlka         | 1997 UL9       | Petr Brlka, češki ljubiteljski astronom † |
| 55875 Hirohatagaoka | 1997 VH        | Hirohatagaoka, grič, na katerem je Visoka šola Hadano, kjer je odkritelj diplomiral † Arhivirano 2005-08-29 na Wayback Machine.                                                                                       |
| 55892 Fuzhougezhi   | 1997 XQ5       | Visoka šola Fuzhou Gezhi, Ljudska republika Kitajska, osnovana leta 1846 † |
| 55901–56000         |                | |
| 56000 Mesopotamia   | 1998 SN144     | Mezopotamija, zibelka svetovne civilizacije † |

| Predhodnik: 54001–55000 | Pomeni imen asteroidov Seznam asteroidov (55001-55250) Seznam asteroidov (55251-55500) Seznam asteroidov (55501-55750) Seznam asteroidov (55751-56000) | Naslednik: 56001–57000 |